# Maréna a Kedrota
Maréna a Kedrota je jednoaktová česká zpěvohra v hanáckém nářečí – jedna z tzv. hanáckých oper či operet – ze 70. let 18. století. Autorem hudby je moravský skladatel Josef Pekárek, kantor v Hněvotíně. Libreto opery napsal Josef Bulín (řádovým jménem Mauritius), kněz z premonstrátského kláštera působící na Svatém Kopečku u Olomouce.

## Charakteristika
Libreto zpěvohry Maréna a Kedrota publikoval Josef Heřman Agapit Gallaš ve své Múze moravské roku 1813; k plánovanému vydání notového záznamu v té době z finančních důvodů nedošlo. V guberniální sbírce moravské lidové hudby z roku 1819 se zachovala většina árií v lidovém podání (až na árii Jak na podzem ptáce letijó do teplec). Kromě toho se melodie ze zpěvohry zachovaly v zápisech skrbeňského učitele Františka Malovaného (1831–1895), a to v podobě zpěvu s klavírním doprovodem. Ztracen je nyní zápis z pozůstalosti Aloise Vojtěcha Šembery pod názvem Marina a Getroda. Tato zpěvohra má mnoho společných rysů se zpěvohrou týchž autorů Jora a Manda patrně ze stejné doby. Podle narážek na válečné události v libretu určuje Jiří Fiala dataci díla do blízkosti války o bavorské dědictví (1778).
Opera – pro malý rozsah nazývaná v pramenech „opereta“ – má čtyři strofické árie, po dvou po každou z titulní postav, a závěrečný „chorus“ neboli duet obou. Mezi nimi bylo pět recitativů s ariosními místy. Tyto recitativy se nedochovaly a starší literatura (ještě roku 1968 Tomislav Volek) se domnívala, že opera recitativy neměla, pouze mluvené dialogy. Protože se však našla část recitativů k Jorovi a Mandě, lze z podobnosti obou operet a z náznaků v libretu dovozovat, že i Maréna a Kedrota měla zpívané recitativy. V zápise Malovaného se na závěr ještě zpívá taneční píseň Žala bujnu jetulinu Kateřina nad dolinu. Původní instrumentální doprovod byl psán pro typický lidový trojhlas dvou houslí a violoncella.
Komické postavy vdavekchtivých dívek se v barokním divadle vyskytovaly často. Již starší zpěvohra Gront a puvod plesání hanáckýho Ignáce Plumlovského z roku 1751 obsahuje v jednom výstupu dvojici dívek se jmény Kedrota Stiskalova a Manča Macakova, které marně touží po vdavkách – zjevné předobrazy hrdinek opery Maréna a Kedrota. Libreto je rozverné, obsahuje řadu lidových rčení a obratů a je napsáno ve stylizovaném, poněkud karikovaném hanáckém nářečí. Protože se hudba zachovala jen ve velmi pozměněném stavu, není hudební stránku zpěvohry možné plně zhodnotit. Tomislav Volek hovoří o tom, že byla „na nejmenší možnou míru zjednodušena“, aJan Trojan ji považuje za typickou ukázku prosté kantorské tvorby. Rytmus je prostý a zpěv je sylabický bez jakýchkoli ozdob. Návaznost na lidovou hudbu dokazuje skutečnost, že většina árií je napsána v rytmu starého hanáckého třídobého tance „cófavá“. Rozšíření některých melodií opery mezi lidem dokládá jejich pozdější výskyt ve sbírkách lidových písní. Podle Volka Bulín a Pekárek psali Marénu a Kedrotu a Joru a Mandu „nepochybně pro lidové posluchače“, přinejmenším provozování v klášterním prostředí není doloženo, i když spojitost s tradicí hanáckých oper hraných v premonstrátském klášteře Hradisko u Olomouce ve 40. a 50. letech 18. století zajišťuje osoba libretisty, hradišťského premonstráta Bulína.
Provozovatelné znění Marény a Kedroty připravil Jan Trojan a poprvé v nové době je provedli studenti brněnské konzervatoře 23. března 1999.

## Osoby
| osoba                   | hlasový obor | novodobá premiéra (23. 3. 1999) |
| ----------------------- | ------------ | ------------------------------- |
| Maréna                  | soprán       | Šárka Chalupníková              |
| Kedrota                 | soprán       | Irena Magnusková                |
| Dirigent: Jana Kovářová |              |                                 |
| Režie: Alena Vaňáková   |              |                                 |

## Děj opery
K paní Fortuně přicházejí jako vyslankyně dvě hanácká děvčata Maréna (=Marie) a Kedrota (=Gertruda). Vyprávějí své soužení, totiž že léta jim běží a ony stále nemohou najít ženichy – „slze ze všech ďórek kapó, protože nemáme chlapo“ (recitativ a arioso Me pak obě dvě legátke… Hle, bez može beť mosime). A není to tím, že by nehledaly – Maréna vypočítává všechna moravská města a vsi, kde nápadníka hledala, ale marně (recitativ a árie Snad praviš, pani Fortono… Ach, já přenešťastná Maréna, na jaké jsem já přešla leta).
Marénu dobíhá její sestra Kedrota. Na otázku, zda se někde zdržela s galánem, odpovídá zklamaná Kedrota, že galán je vzácné zvíře, a kde se objeví svobodný muž, už mu visí na krku sedm rob. Maréna se táže sestry, čím to je, že je tolik žen a tak málo mužů. A Kedrota vypráví, že všichni chlapci jsou bráni do vojska do pruských válek a zanechávají za sebou plačící maměnky a milenky (recitativ a Kedrotina árie Ach, má sestřečko přemilá… Jako na podzem ptáce letijó do teplec, tak od nás pěkné chlapce do pola).
I maréna se durdí na Brandenborka, který je vším vinen – vždyť teď je samotných děvčat na vdávání „v Haně jak krtičnéch kopco“. Proto se obě obracejí na Fortunu se suplikou, aby jim dala ženicha – ať je třeba bije, ať třeba pije, ať je vztekloun nebo morous, „jenom dež je chlap“ – budou o něho pečovat jako o vlastní oko (recitativ a árie-duet Ach, snad se veplačo oče… Soplekace s lamentacó smotně skládáme, ó Fortono, vesleš jedno, tebe žádáme!).
Jenže žádost je marná – jak vypráví maréna Kedrotě, paní Fortuna prý nemůže vysypat chlapy z rukávů. A příčinou prý může být – jak lidé povídají – že nedostatek mužů je Božím trestem pro ženy za to, že po svatbě činí mužům ze života očistec (recitativ Jakž, sestro, jdó naše věce?) Kedrota se nenechá hned odradit a ještě jednou žádá o muže – bude vzorem všem manželkám, bude o svého muže pečovat, bez reptání snese domácí násilí, ba mu za ně i ruku políbí (árie Zprobiroj mě, štěsti, žádám, a dej moža mě!).
Vše marno, děvčata zůstanou samy. Kedrota si stýská, že bude muset prodat svatební čepec, který si bláhově koupila, ale ono panenství také cti netratí. Maréna však upřesňuje: veřejné mínění jasně rozlišuje mezi pannou ze ctnosti a takovou, která by se byla vdávala, ale zůstala na ocet (recitativ Jak, sestro, což ale praviš, naděje k možovi jeliš?). Sestry se proto rozhodují tvářit, že se vdávat nechtějí a zůstávají pannami z vlastní vůle – „okazojme tvář veseló, be v srdco i k plačo belo“. Zpívají proto na odchodu furiantskou píseň o tom, že se přece nebudou „schválně na tortoro dávat“ – neprovdaly by se ani za bohatého pižmem vonícího anděla (chorus Co bech se meslela, bech se vdala, v poddanost svobodo chlapo dala).